# 屯绛水库
屯绛水库是中国山西省长治市屯留县境内的一座水库，位于绛河上，建于1958年。水库正常库容为1290万立方米，集雨面积为405平方千米，海拔为969米。